# Suzano
Suzano é um município brasileiro do estado de São Paulo, localizado na Região do Alto Tietê, dentro da sub-região leste da Grande São Paulo. Sua história é um microcosmo do desenvolvimento paulista, marcada pela transição de um território indígena a um entreposto colonial, pela revolução logística da ferrovia, pela formação de uma sociedade multicultural através de ondas migratórias, e pela consolidação como um dos mais estratégicos polos industriais e ambientais da maior metrópole do país.
O município é formado pela sede e pelos distritos de Boa Vista Paulista e Palmeiras de São Paulo.
Berço de uma inovação tecnológica que redefiniu a indústria global de celulose, Suzano hoje representa um complexo sistema urbano que articula uma pujante base industrial com a responsabilidade de proteger vastas áreas de mananciais e remanescentes de Mata Atlântica, essenciais para a sustentabilidade da Grande São Paulo. Sua identidade é forjada tanto nas chaminés de seu parque industrial quanto nos campos de flores cultivados por imigrantes japoneses, e sua trajetória reflete os triunfos e os paradoxos do crescimento metropolitano brasileiro.

## Matriz Geográfica e Ambiental
A configuração física e biológica do território é o alicerce sobre o qual a história de Suzano foi construída.

### Geologia e Geomorfologia: Entre o Cristalino e o Sedimentar
Suzano assenta-se sobre uma fronteira geológica de grande interesse. A maior parte de seu território está inserida no Planalto Atlântico, sobre o soco de rochas cristalinas pré-cambrianas do Complexo Embu, formado por gnaisses e granitos com mais de 600 milhões de anos. Sobreposto a este embasamento, encontra-se a porção leste da Bacia Sedimentar de São Paulo, uma depressão preenchida por sedimentos durante a era Cenozoica. Em Suzano, predominam as camadas da Formação Tremembé, compostas por argilitos, folhelhos e pirobetume (rocha com matéria orgânica), que indicam a existência de um vasto sistema de lagos na região há milhões de anos.
Essa dualidade geológica se reflete na geomorfologia. O relevo é um típico "mar de morros", resultado de prolongada erosão fluvial sobre as diferentes rochas, criando um terreno acidentado com colinas de topo arredondado e vales encaixados. As altitudes variam de cerca de 720 metros, nas planícies aluviais dos rios, a mais de 800 metros nas áreas de divisa ao sul.

### Hidrografia e a Bacia do Alto Tietê
O município é um nó estratégico na Unidade de Gerenciamento de Recursos Hídricos do Alto Tietê (UGRHI-06), a mais crítica do estado de São Paulo em termos de demanda e poluição. O Rio Tietê é o eixo fluvial que organiza a paisagem, atravessando a cidade de leste a oeste. Seus principais afluentes no município são:
- Rio Una: Nasce em Mogi das Cruzes e deságua no Tietê em Suzano, sendo importante para o abastecimento local.
- Rio Guaió: Drena a zona norte da cidade, área de intensa urbanização.
- Rio Taiaçupeba: Drena a porção sul e é vital para o abastecimento metropolitano, formando o Braço Taiaçupeba da Represa Jundiaí, que integra o Sistema Produtor do Alto Tietê, responsável por fornecer água para milhões de pessoas.[13]

A proteção das nascentes e matas ciliares nesta região é, portanto, uma questão de segurança hídrica para toda a metrópole.

### Ecossistemas e Biodiversidade: O Cinturão Verde
Suzano é um dos municípios-chave da Reserva da Biosfera do Cinturão Verde da Cidade de São Paulo, reconhecida pela UNESCO em 1994. A vegetação original é a Mata Atlântica, na fitofisionomia de Floresta Ombrófila Densa. Apesar da intensa antropização, o município ainda abriga fragmentos florestais significativos (cerca de 40% do território), especialmente nas áreas de proteção aos mananciais ao sul. Estes remanescentes são vitais para a conservação da biodiversidade, abrigando espécies da fauna ameaçadas de extinção, e para a regulação do microclima e dos recursos hídricos.

## Formação Territorial e Humana
A ocupação do espaço suzanense é uma sucessão de camadas históricas, desde os povos originários até a complexa metrópole contemporânea.

### Território Primordial: Os Guaianás
Antes da invasão europeia, a região do Alto Tietê era o domínio dos Guaianás, povos indígenas do tronco linguístico Macro-Jê. Eram grupos seminômades, que viviam da caça, da coleta de frutos como o pinhão-do-brejo, e de uma agricultura de coivara incipiente. Sua cultura material era simples, com artefatos líticos e uma cerâmica rústica, como atestam os sítios arqueológicos da região. Foram progressivamente expulsos ou assimilados com o avanço dos colonizadores.

### A Revolução Ferroviária e a Gênese Urbana
O vetor que transformou o destino do povoado foi a Estrada de Ferro do Norte (posteriormente Estrada de Ferro Central do Brasil). A chegada dos trilhos na década de 1870 quebrou o isolamento da região, inserindo-a na economia cafeeira como ponto de passagem e apoio. Foi nesse contexto que os irmãos Antônio e Tomé Marques Figueira vislumbraram o potencial urbano do local. Eles não foram apenas proprietários de terra, mas verdadeiros empreendedores urbanos, responsáveis pelo primeiro arruamento planejado em 1890.
A elevação da parada de Guaió à Estação de Suzano em 11 de dezembro de 1908, em homenagem ao engenheiro Joaquim Augusto Suzano Brandão, foi o ato fundador da cidade moderna. A estação tornou-se o polo de atração de comércios, olarias, serrarias e, crucialmente, de pessoas.

### O Mosaico Migratório: A Construção de uma Sociedade Multicultural
O século XX em Suzano foi definido pela chegada de sucessivas ondas migratórias que moldaram sua demografia e cultura.
- Imigração Japonesa: A partir de 1921, com a chegada de Kisaku Haguihara, Suzano tornou-se um dos principais núcleos da imigração japonesa no Brasil. Atraídos pela terra fértil e pelo acesso à capital via trem, os imigrantes e seus descendentes (nikkeis) revolucionaram a agricultura com a introdução da horticultura intensiva e da floricultura, dando à cidade o título de "Cidade das Flores". Organizados em associações (kenjinkai e bunkyo), criaram uma sólida rede social e econômica que perdura até hoje.[17]
- Imigração Europeia: Famílias de italianos, portugueses e espanhóis também se estabeleceram, dedicando-se ao comércio, à pequena indústria e à agricultura, como a família Raffo e sua vinícola.
- Migração Nordestina: A partir dos anos 1960 e 1970, com o boom industrial, Suzano recebeu um enorme contingente de migrantes da Região Nordeste do Brasil, que forneceram a mão de obra para as fábricas e para a construção civil. Esta migração transformou bairros inteiros e enriqueceu a cultura local com suas tradições, música e culinária.

### A Saga da Emancipação e a Consolidação Política
O crescimento acelerado tornou a subordinação a Mogi das Cruzes um entrave. Após ser elevado a Distrito de Paz em 1919, um forte movimento emancipacionista surgiu, liderado por comerciantes, industriais e lideranças comunitárias. A campanha foi intensa, culminando no plebiscito de 8 de dezembro de 1948, onde o "sim" à autonomia venceu. A emancipação foi decretada pela Lei Estadual nº 233, de 24 de dezembro de 1948, e o município foi oficialmente instalado em 2 de abril de 1949.

### Metropolização e Seus Paradoxos: O Crescimento Pós-1960
O período pós-emancipação foi de industrialização pesada e explosão demográfica. A chegada da Companhia Suzano de Papel e Celulose em 1955 foi o catalisador de um novo ciclo de desenvolvimento, atraindo milhares de trabalhadores. Este crescimento, típico da periferização da metrópole paulistana, ocorreu de forma acelerada e muitas vezes desordenada, gerando uma cidade dual: de um lado, um moderno parque industrial; de outro, bairros populares com carência de infraestrutura, ocupando áreas ambientalmente sensíveis.

#### Marco Trágico do Século XXI: O Massacre de Suzano
Em 13 de março de 2019, este paradoxo social se manifestou da forma mais trágica. Dois jovens, ex-alunos da Escola Estadual Professor Raul Brasil, perpetraram um ataque que resultou na morte de cinco estudantes, duas funcionárias e, por fim, dos próprios agressores. O evento, que chocou o Brasil e o mundo, expôs as complexas feridas sociais do país, abrindo debates urgentes sobre saúde mental, violência, bullying e o papel da escola em uma sociedade desigual. O massacre deixou uma cicatriz indelével na comunidade e tornou-se um caso de estudo sobre a violência na juventude contemporânea.

## Estrutura Econômica e Vetores de Desenvolvimento
O dinamismo econômico de Suzano é o resultado da interação histórica entre seus recursos naturais, sua localização estratégica e o capital humano de sua população.

### O Legado Agroambiental
A agricultura, embora hoje minoritária no PIB, é a atividade que deu a primeira identidade econômica a Suzano. A expertise dos imigrantes japoneses transformou a região em um polo de produção de hortaliças, folhosas e flores, integrando-a ao Cinturão Verde de São Paulo. Além do valor econômico, esta atividade cumpre uma função ambiental, mantendo áreas rurais e permeáveis em meio à mancha urbana. A silvicultura de eucalipto, por sua vez, é a base da principal indústria local, conectando diretamente o campo à fábrica.

### O Complexo Industrial-Químico e de Papel e Celulose
A indústria é o pilar da economia suzanense. A cidade é a sede simbólica e uma das principais plantas da Suzano S.A., líder mundial em celulose de eucalipto. A inovação de usar a fibra curta do eucalipto, desenvolvida aqui na década de 1950, foi um divisor de águas para o setor, permitindo que o Brasil se tornasse uma potência mundial na área. Além da gigante de papel e celulose, Suzano sedia um robusto cluster industrial-químico, com empresas como Clariant e Nalco Water, e um importante polo metalúrgico e de autopeças, com destaque para a japonesa NSK (rolamentos) e a Mitutoyo (instrumentos de precisão).

### A Metamorfose do Setor de Serviços e Comércio
Nas últimas décadas, o setor terciário vem ganhando força, diversificando a economia. O comércio varejista é forte e atrai consumidores de toda a região, concentrado no eixo central (Ruas General Francisco Glicério e Benjamin Constant) e no Suzano Shopping. O setor de logística também se expande, aproveitando a localização privilegiada junto ao Rodoanel.

## Infraestrutura e Conectividade Urbana
Estação Suzano da CPTM, um dos mais modernos terminais da rede metropolitana, fundamental para a mobilidade pendular.
A infraestrutura de Suzano é a espinha dorsal que sustenta sua complexidade urbana e industrial.

### Mobilidade e Sistema de Transportes
- Malha Rodoviária: A cidade é um nó logístico. O Rodoanel Mário Covas (SP-21) é a artéria principal, conectando Suzano ao Porto de Santos, ao Aeroporto de Guarulhos e às principais rodovias do Brasil. A Rodovia Índio Tibiriçá (SP-31) e a Rodovia Henrique Eroles (SP-66) complementam a rede, garantindo a capilaridade regional.
- Transporte Ferroviário: A Linha 11–Coral da CPTM é vital para a mobilidade de dezenas de milhares de trabalhadores que realizam o movimento pendular diário para a capital. A moderna Estação Suzano, reinaugurada em 2016, é um marco arquitetônico e funcional na rede metropolitana.
- Transporte Coletivo: É operado por uma rede de linhas de ônibus municipais e intermunicipais (gerenciadas pela EMTU/SP), que conectam todos os bairros e as cidades vizinhas.

### Saneamento e Energia
O abastecimento de água e a coleta de esgoto são operados pela Sabesp. Os índices de atendimento são elevados na área urbana central, mas a universalização ainda é um desafio nas áreas de ocupação mais recente. Cerca de 80% do esgoto coletado é tratado na ETE Suzano, uma das maiores da Grande São Paulo. A distribuição de energia elétrica é realizada pela EDP São Paulo.

## Cultura, Identidade e Patrimônio
A alma de Suzano reside na confluência de suas diversas heranças culturais e na forma como elas se manifestam no cotidiano, nas festas, nos monumentos e no esporte.

### A Matriz Nipo-Brasileira
A cultura nikkei é, sem dúvida, o traço mais distintivo da identidade suzanense. Ela transcende a gastronomia e as festividades. Está presente na organização comunitária, no rigor com o trabalho, na valorização da educação e no associativismo. A Associação Cultural, Esportiva e Agrícola de Suzano (ACEAS Nikkey) é o epicentro dessa vivência, promovendo eventos como a Festa da Cerejeira, que celebra a florada das sakuras, e o Undokai, a tradicional gincana poliesportiva japonesa.

### Esporte: Da Glória do Vôlei ao Presente
Nos anos 1990, Suzano projetou-se no cenário esportivo nacional e internacional como a "Capital do Vôlei". A lendária equipe Report/Suzano (e depois Nipomed/Suzano) marcou uma era, conquistando três títulos da Superliga Nacional (1992/93, 1993/94, 1996/97) e o Campeonato Mundial de Clubes de 1993, com atletas icônicos como Marcelo Negrão, Max, Giovane Gávio e Paulão. Atualmente, o Suzano Vôlei resgata essa herança, competindo na elite do voleibol brasileiro e mandando seus jogos na moderna Arena Suzano.

### Patrimônio Material e Imaterial
- Casarão da Memória Antônio Marques Figueira: Residência de um dos fundadores da cidade, tombada pelo patrimônio histórico e hoje um centro cultural que guarda a memória suzanense.
- Igreja do Baruel: Marco da fundação jesuítica do século XVII, a capela original deu lugar a uma igreja que é um símbolo da história rural da cidade.
- Festa Nordestina: Organizada anualmente, celebra as tradições dos migrantes nordestinos, com culinária, forró e artesanato, demonstrando a força dessa outra matriz cultural.